# أنورادابورا
أنورادابورا  (بالإنجليزية: Anuradhapura)‏ ((بالسنهالية: අනුරාධපුරය)‏) هي مدينة من مدن سريلانكا تقع في الإقليم الشمالي الأوسط مقاطعة أنورادابورا. يبلغ عدد سكانها 63,208 نسمة وذلك حسب إحصائيات سنة 2011. يبلغ ارتفاع المدينة عن سطح البحر قرابة 81 متر. تبلغ مساحتها 7179 كم². تعتبر مدينتها المقدسة من أهم المراكز الدينية البوذية في العالم، وهي مصنفة ضمن مواقع التراث العالمي لليونسكو.

## تاريخ المدينة
حسب تأريخ ماناهام (الذي كتب في القرن 7 الميلادي)، تم بناؤها سنة 380 ق.م من طرف الأمير باندوكابايا. ترجع قداسة المدينة إلى كونها شُيّدت حول غرسة لشجرة التين المقدسة لبوذا، و التي حملت إلى المنطقة في القرن الثالث ق.م، من طرف سانغاميتا، التي أسست طريقة بوذية نسائية. أصبحت بعد ذلك المدينة مركزا للإشعاع الديني وفرضت أنورادابورا مكانتها كعاصمة لجزيرة سريلانكا، طيلة 1300 سنة، بين القرن 3 ق.م والقرن 10 الميلادي. 

بلغت المدينة ذروتها الحضارية إبان دولة دوتاغاماني (161 ق.م)، التي طردت الغزاة التاميليين، و رسخت البوذية في الجزيرة (على حساب البراهمانية) و أنشئت أهم معالم المدينة. في 993، و إثر غزوها من طرف الملك شولا راجاراجا الأول، تم هجرها وأصبحت خرابا، بعد أن تحولت العاصمة إلى بولوناروا. ظلت معزولة لفترة طويلة داخل الغابة الاستوائية التي انتشرت فيها، قبل أن يتم إحياؤها في القرن العشرين.

## السكان
حسب نتائج إحصاء 2001، كان 91.42 بالمائة من سكان المدينة من السنهاليين. باقي المكونات العرقية للمدينة مكونة من المورو (6.75%) و التاميليين (1.58%) و تتوزع ال 0.24 % المتبقية على عرقيات أخرى كالبورغر (أحفاد المستوطنين الأوروبيين) و الماليزيين. ارتفع عدد سكان المدينة من 632 56 سمة 2001، إلى 208 63 سنة 2011.